# Tlocrt
Tlocrt je naziv za crtež pojedinih etaža građevnog objekta projeciranjem njegovih kota na papir ili koju drugu ravnu plohu (npr. kamena ili metalna ploča). 
U širem značenju riječi, pojam tlocrt se odnosi ne samo na zasebne objekte, već i na prikaz kota prizemnih etaža većih arhitektonskih sklopova, od pojedinih sektora do prikaza čitavog naselja.
Projektovanje složenijih zgrada i arhitektonskih sklopova od samoga je početka zahtijevalo detaljnu prethodnu skicu, pa su graditelji uz presjeke i skice arhitektonskih i dekorativnih detalja, vjerojatno još od 4. milenijuma p.n.e. izrađivali i tlocrte. 
Tlocrt je, naime, najvažniji od svih nacrta.
U baroku su značajniji graditelji posjedovali kolekcije tlocrta svojih i tuđih građevina.
U 19. stoljeću standardizovana su mjerila tlocrta za izvedbu zgrada:
- situacioni tlocrt - 1:500
- detaljni tlocrt - 1:200
- urudžbeni tlocrt - 1:100
- izvedbeni tlocrt - 1:50

Od tada je ustaljeno i označavanje detalja kao što su različite boje za pojedine vrste građevnog materijala, znakovi za pojedine vrste instalacija i dr.
Tlocrt nastao prilikom snimanja već postojećih objekata naziva se naknadni.

## Literatura
- : Atlas arhitekture 1, preveo Milan Pelc, Zagreb, 1999., str. 17
- Pescarin 2003 – Sofia Pescarin: Rome, Vercelli, 2003, str. 49
- Šenoa 1964 – Zdenko Šenoa: Tlocrt, Enciklopedija likovnih umjetnosti, sv. 4, Zagreb, 1966.,  str. 431